# Municipio de Edinburg
El municipio de Edinburg (en inglés: Edinburg Township) es un municipio ubicado en el condado de Portage en el estado estadounidense de Ohio. En el año 2010 tenía una población de 2586 habitantes y una densidad poblacional de 40,93 personas por km².

## Geografía
El municipio de Edinburg se encuentra ubicado en las coordenadas 41°5′56″N 81°8′47″O / 41.09889, -81.14639. Según la Oficina del Censo de los Estados Unidos, el municipio tiene una superficie total de 63.18 km², de la cual 62,4 km² corresponden a tierra firme y (1,25 %) 0,79 km² es agua.

## Demografía
Según el censo de 2010, había 2586 personas residiendo en el municipio de Edinburg. La densidad de población era de 40,93 hab./km². De los 2586 habitantes, el municipio de Edinburg estaba compuesto por el 98,45 % blancos, el 0,04 % eran afroamericanos, el 0,04 % eran amerindios, el 0,35 % eran asiáticos, el 0,12 % eran de otras razas y el 1,01 % eran de una mezcla de razas. Del total de la población el 0,77 % eran hispanos o latinos de cualquier raza.